# 大顺国
大顺国，是指1950年在北京等地，由九宫道首领李懋五为主图谋成立的一个秘密结社政权。

## 概述
1947年，北平九宫道外九天天主李懋五与中华民国国防部保密局特工、八卦道道徒刘培中联系，谋划“宫卦合一”。李懋五自称真龙天子，不久将即皇帝位，国号“大顺”。1949年1月21日，中國人民解放军进城接管，北平宣告和平解放后，李懋五与下属开办“家庭工业社”和“明记粮栈”，并以经商为掩护，与外地道首联络。
1950年农历正月初二日（公历2月18日）李懋五在北京以贺年为名召集九宫道信众，宣称：我是太阳，日光菩萨，明年日出，太阳出头就是我出头。后年龙年，龙要翻身就是我要翻身。再过两年，我即成道。那时万国来朝，改国号“大顺”，年号为“佛化元年”。并决定把京城设在燕南赵北，称“中京城”，又设九宫十八院，以“日月龙凤旗”为国旗。李懋五又封宰相，刻制了两颗皇帝印，随后宣布当年农历五月初五日（即李懋五生日那一日；公历6月19日）明道、“做大皇帝的时机到了”，并且指使道首余大龙和万教归一道戌己总坛坛主金汉魁等人，用扶乩的形式制造传言，并散布言论，为李懋五登基称帝制造舆论，宣称：“第三次世界大战要打起来了，将来蒋不成毛也不成，只有第三者出现，天下才能太平”，“龙年真主现”，“把守中京正龙者，虎属阳根李子灵”等。李懋五为称帝，于2月21日，将青岛道首高北宸召进北京策划暴动，准备于当年五月初五举行暴动，最迟不过8月。
1950年3月，由余大龙介绍，李懋五与河南九宫道干卦卦主殷凤池会面，共谋武装暴动。殷凤池，曾于1949年联合八卦道道首吕长年和胡宗南部残余人员组织游击队，并在洛阳与中国国民党特工李发建立联系，打算去台湾请领番号和经费，并且做了准备，后被洛阳市公安局逮捕。经教育释放后，又返回河南伏牛山一带，与吕长年商讨活动办法，决定秘密入京，谋划“宫卦合一”、“卦为武”，“武必须保文坐天下”。殷凤池进京与李懋五会面，自称在河南伏牛山统帅武装道徒数万（一说20多万人马），愿交给李懋五指挥。殷凤池被李懋五封为王，并指示其速返伏牛山区继续潜伏，待到1950年农历五月初五日至迟不过农历九月初九日（公历9月20日），配合时局组织人马策应北京暴动。会晤之后，4月间由外九天第一支教主张永臣给各地主要道首写信，定于农历五月初五日以为李懋五庆寿之名集会，商讨进行暴动。6月13日，李懋五被逮捕，称帝目标未能实现。李懋五等人后来被中华人民共和国法院判处死刑，骨干成员10多人被判处7至15年有期徒刑。